# Hemerobius paruulus
Hemerobius paruulus là một loài côn trùng trong họ Hemerobiidae thuộc bộ Neuroptera. Loài này được Müller miêu tả năm 1764.